# 布雷斯地区弗朗日
布雷斯地区弗朗日（法語：Frangy-en-Bresse，法語發音：[fʁɑ̃ʒi ɑ̃ bʁɛs]）是法国勃艮第-弗朗什-孔泰大區索恩-卢瓦尔省的一个市镇，属于卢昂区。

## 地理
布雷斯地区弗朗日（46°43'56"N, 5°20'6"E）面积23.68 平方千米，位于法国勃艮第-弗朗什-孔泰大區索恩-卢瓦尔省，该省份为法国中部省份，北起顺时针与科多尔省、汝拉省、安省、罗讷省、卢瓦尔省、阿列省和涅夫勒省接壤。
与布雷斯地区弗朗日接壤的市镇（或旧市镇、城区）包括：勒塔特尔、布莱特朗、科日、蒙科尼、萨耶纳尔、圣日耳曼迪布瓦。
布雷斯地区弗朗日的时区为UTC+01:00、UTC+02:00（夏令时）。

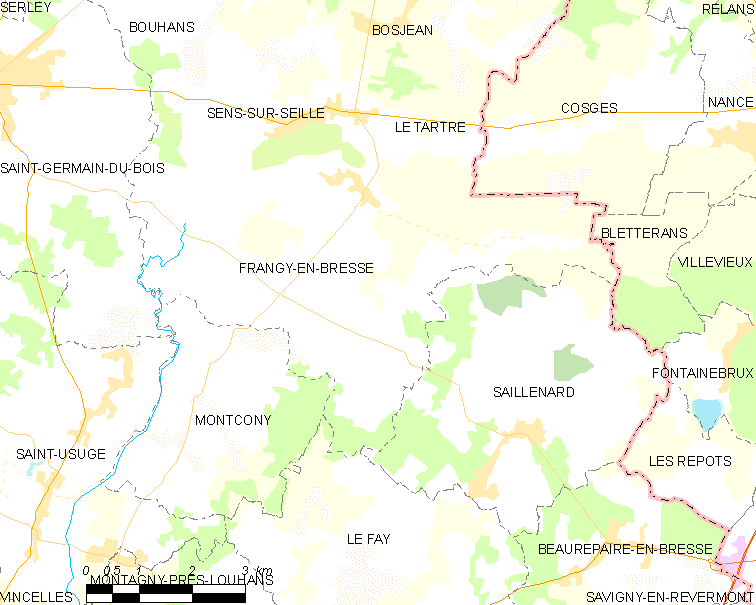
布雷斯地区弗朗日的OSM定位图

## 行政
布雷斯地区弗朗日的邮政编码为71330，INSEE市镇编码为71205。

## 政治
布雷斯地区弗朗日所属的省级选区为皮埃尔德布雷斯县。

## 人口

1962-2008年间布雷斯地区弗朗日人口变化图示

布雷斯地区弗朗日于2022年1月1日时的人口数量为672人。